# Next Eleven

Các quốc gia N-11 có màu hồng. Từ trái qua: México, Nigeria, Ai Cập, Thổ Nhĩ Kỳ, Iran, Pakistan, Bangladesh, Indonesia, Việt Nam, Hàn Quốc, Philippines

N-11 hay Next Eleven (11 nền kinh tế lớn tiếp theo) là nhóm 11 nước tiếp sau BRIC do Goldman Sachs đưa ra vào năm 2005. Golman Sachs dự báo 11 nước đang phát triển khác ngoài BRIC trong tương lai sẽ có quy mô kinh tế rất lớn. Đó là các nước: Hàn Quốc, Bangladesh, Ai Cập, Indonesia, Iran, Nigeria, Pakistan, Philippines, Thổ Nhĩ Kỳ, Việt Nam, México.
Dự báo này dựa trên các tiêu chí ổn định kinh tế vĩ mô, ổn định chính trị và độ mở của chính sách đầu tư và thương mại.

## Danh sách các nước Next Eleven

### Nước phát triển
- Hàn Quốc

### Các nước công nghiệp mới
- México
- Thổ Nhĩ Kỳ

### Các nước đang phát triển
- Ai Cập
- Indonesia
- Iran
- Nigeria
- Việt Nam
- Pakistan
- Bangladesh
- Philippines